# Eric García
Eric García Martret (Barcelona, 9 januari 2001) is een Spaanse voetballer die doorgaans als centrale verdediger of middenvelder speelt voor FC Barcelona. García maakte in 2020 zijn debuut in het Spaans voetbalelftal.

## Clubcarrière
García werd geboren in Martorell en sloot zich in 2008 aan bij La Masia, de jeugdopleiding van FC Barcelona. In 2017 vertrok hij op zestienjarige leeftijd naar Manchester City, waar hij aanvoerder was in meerdere jeugdelftallen en met het onder-19-team de UEFA Youth League won. Op 18 december 2018 maakte hij zijn officiële debuut voor de Engelse club in een League Cup-wedstrijd tegen Leicester City. García speelde de volledige wedstrijd, die City na strafschoppen wist te winnen.
Op 17 juni 2020 hervatte Manchester City het Premier League-seizoen na de coronapauze met een thuiswedstrijd tegen Arsenal. García stond in de basis, maar raakte in de 80e minuut ernstig geblesseerd na een botsing met doelman Ederson. Hij werd met een zuurstofmasker van het veld gedragen en naar het ziekenhuis overgebracht. Een dag later mocht hij het ziekenhuis weer verlaten.
Op 1 juni 2021 kondigde FC Barcelona de terugkeer van García officieel aan. Hij tekende een vijfjarig contract. De verdediger kwam transfervrij over en kreeg een afkoopclausule van 400 miljoen euro. García maakte zijn officiële debuut op 15 augustus 2021 in de openingswedstrijd van het seizoen in de Primera División tegen Real Sociedad, die met 4–2 werd gewonnen.
Op 21 augustus 2021 kreeg hij zijn eerste rode kaart in dienst van Barcelona na een overtreding op Nico Williams tijdens een 1–1 gelijkspel tegen Athletic Club. Op 29 september volgde een tweede uitsluiting, dit keer in de UEFA Champions League tegen Benfica, waar hij twee keer geel kreeg in een 3–0 nederlaag.
Op 31 augustus 2023 werd bekendgemaakt dat García het seizoen 2023/24 op huurbasis zou doorbrengen bij Girona FC. Op 27 september 2023 scoorde hij zijn eerste doelpunt voor Girona in een 1–2 uitzege op Villarreal, waardoor de club voor het eerst in haar geschiedenis bovenaan de ranglijst van La Liga stond. Hij sloot het seizoen af met vijf doelpunten en behoorde daarmee tot de meest scorende verdedigers in La Liga.
Na afloop van de uitleenperiode keerde García terug bij FC Barcelona. Op 4 januari 2025 scoorde hij zijn eerste doelpunt sinds zijn rentree, in een 0–4 uitzege tegen UD Barbastro in de Copa del Rey. Op 21 januari volgde zijn eerste doelpunt in de UEFA Champions League voor Barcelona, in een de 4–5 overwinning op Benfica.

## Clubstatistieken
| Seizoen | Club            | Competitie     | Competitie | Competitie | Beker | Beker | Europa | Europa | Totaal | Totaal |
| Seizoen | Club            | Competitie     | Wed.       | Dlp.       | Wed.  | Dlp.  | Wed.   | Dlp.   | Wed.   | Dlp.   |
| ------- | --------------- | -------------- | ---------- | ---------- | ----- | ----- | ------ | ------ | ------ | ------ |
| 2018/19 | Manchester City | Premier League | 0          | 0          | 3     | 0     | 0      | 0      | 3      | 0      |
| 2019/20 | Manchester City | Premier League | 13         | 0          | 5     | 0     | 2      | 0      | 20     | 0      |
| 2020/21 | Manchester City | Premier League | 6          | 0          | 3     | 0     | 3      | 0      | 12     | 0      |
| 2021/22 | FC Barcelona    | La Liga        | 26         | 0          | 1     | 0     | 9      | 0      | 36     | 0      |
| 2022/23 | FC Barcelona    | La Liga        | 9          | 1          | 0     | 0     | 4      | 0      | 13     | 1      |
| 2023/24 | → Girona        | La Liga        | 32         | 5          | 1     | 0     | 0      | 0      | 33     | 5      |
| 2024/25 | FC Barcelona    | La Liga        | 8          | 0          | 0     | 0     | 1      | 0      | 9      | 0      |
| TOTAAL  | TOTAAL          | TOTAAL         | 94         | 6          | 13    | 0     | 19     | 0      | 126    | 6      |

Laatste update is bijgewerkt t/m 27 november 2024.

## Interlandcarrière
García maakte deel uit van het Spanje –17 dat het EK –17 van 2017 won en de finale haalde van het WK –17 van 2017. Hij behoorde ook tot de Spaanse ploeg op het EK –17 van 2018, waarop hij in tegenstelling tot de twee eerdergenoemde toernooien een vaste basisspeler was. García speelde ook alle wedstrijden van begin tot eind toen hij met Spanje –19 het EK –19 van 2019 won. García debuteerde op 20 september 2020 in het Spaans voetbalelftal dat 4-0 won van Oekraïne.Op 24 mei 2021 werd García opgeroepen door bondscoach Luis Enrique om voor Spanje het uitgestelde EK 2020 te spelen. García behoort ook in de selectie voor het uitgestelde Olympische Spelen van 2020 in Tokyo. Hij maakte op 22 juli 2021 zijn debuut in het Olympisch elftal. Op 11 november 2022 werd bekend dat García was geselecteerd voor deelname aan het WK 2022 in Qatar.

## Erelijst
| Competitie          | Aantal          | Jaren            |
| Manchester City     | Manchester City | Manchester City  |
| ------------------- | --------------- | ---------------- |
| Premier League      | 1x              | 2020/21          |
| League Cup          | 1x              | 2019/20          |
| FA Community Shield | 1x              | 2019             |
| FC Barcelona        |                 |                  |
| Primera División    | 1x              | 2022/23, 2024/25 |
| Copa del Rey        | 1x              | 2025             |
| Supercopa de España | 2x              | 2023, 2025       |
| Spanje –17          |                 |                  |
| EK –17              | 1x              | 2017             |
| Spanje –19          |                 |                  |
| EK –19              | 1x              | 2019             |